# Stora Grötevatten
Stora Grötevatten är en sjö i Kungälvs kommun i Bohuslän och ingår i Göta älvs huvudavrinningsområde. Sjön är 15,5 meter djup, har en yta på 0,166 kvadratkilometer och befinner sig 113,3 meter över havet. Stora Grötevatten ligger i Svartedalen Natura 2000-område. Sjön avvattnas av vattendraget Solbergsån.

## Delavrinningsområde
Stora Grötevatten ingår i det delavrinningsområde (643747-127942) som SMHI kallar för Ovan 643525-128050. Medelhöjden är 114 meter över havet och ytan är 7,81 kvadratkilometer. Det finns inga avrinningsområden uppströms utan avrinningsområdet är högsta punkten. Solbergsån som avvattnar avrinningsområdet har biflödesordning 2, vilket innebär att vattnet flödar genom totalt 2 vattendrag innan det når havet efter 39 kilometer. Avrinningsområdet består mestadels av skog (90 %). Avrinningsområdet har 0,16 kvadratkilometer vattenytor vilket ger det en sjöprocent på 2,1 %.